# The Amazing Spider-Man 3: Invasion of the Spider-Slayers
The Amazing Spider-Man 3: Invasion of the Spider-Slayers es un videojuego de 1993 desarrollado por Bits Studios y publicado por Acclaim Entertainment para Game Boy basado en los cómics del héroe del mismo nombre. El juego es similar en estilo y formato al The Amazing Spider-Man 2 de 1992.

## Trama
El juego se basa libremente en la historia del cómic del mismo nombre, con Spider-Man siendo atacado por una variedad de robots Spider-Slayers de alta tecnología.

## Jugabilidad
Al igual que con Spider-Man 2, el jugador debe controlar a Spider-Man en diferentes niveles, luchando contra enemigos y supervillanos mientras trata de resolver diferentes tipos de acertijos al mismo tiempo. En el primer nivel, el jugador debe distinguir entre los delincuentes en el parque y los garazanes comunes que simplemente leen los periódicos en el parque. Después de derrotar a los matones, Spider-Man se enfrentará al primer jefe, el cazador de arañas. Después de derrotarlo, el jugador tendrá que ir a la parte superior del edificio y luchar con otro robot, esta vez en forma de un enorme pájaro robótico. En la siguiente etapa, Spider-Man luchará contra Electro, y después de derrotarlo, tendrá que pasar por el laboratorio de Tinkerer para enfrentarse a Escorpión. Una vez que lo derrota, se dirige a la siguiente etapa y pelea con otro robot, y luego en la etapa final, donde tienes que derrotar a Alistair Smythe.

## Recepción
Como fue el caso de The Amazing Spider-Man 2, los críticos generalmente criticaron el juego por tener gráficos pequeños, controles complicados, errores gramaticales en las escenas de exposición y ser frustrantemente difícil.